# Villaretkaart
De Villaretkaart is de eerste topografische kaart van een groot deel van de Zuidelijke Nederlanden. Ze werd gemaakt tussen 1745 en 1748 in opdracht van Lodewijk XV van Frankrijk en werd genoemd naar een van de makers, Jean Villaret (1703-1784).

## Aanleiding
Na de troonsbestijging van Maria Theresia als aartshertogin van Oostenrijk brak in heel Europa de Oostenrijkse Successieoorlog uit. Ook de Zuidelijke Nederlanden werden getroffen door het oorlogsgeweld. Na de Slag bij Fontenoy op 11 mei 1745 bezetten de Fransen de Zuidelijke Nederlanden tot de Vrede van Aken (1748). De Franse koning Lodewijk XV gaf vervolgens de opdracht om het pas veroverde gebied gedetailleerd in kaart te brengen.

## Realisatie
Meteen na de Slag bij Fontenoy gingen de ingenieurs-cartografen op pad, maar de werkzaamheden vlotten niet zoals verwacht. De cartografen kampten met het probleem dat er nog geen triangulatienetwerk van de Zuidelijke Nederlanden voorhanden was. Daarom gaf de koning de Franse cartograaf Cassini de Thury de opdracht het Franse triangulatienetwerk, dat eindigde in Duinkerke, te verbinden met het netwerk dat Willebrord Snel van Royen had uitgetekend voor de Nederlandse Republiek. Zijn triangulatienetwerk moest het mogelijk maken om de bestaande detailkaarten aan elkaar te koppelen en aan te vullen tot een allesomvattende topografische kaart van de Zuidelijke Nederlanden.
Cassini de Thury voerde in 1746-1747 met een tekenaar en drie dienstbodes de triangulatie tussen Leie, Schelde en Dender uit. Het gebied tussen Dender en Zenne kwam aan bod in 1747. Ondertussen werkten François Masse, Jean Villaret en andere cartografen aan het invullen van het triangulatienetwerk.
De Villaretkaart is een kwart eeuw ouder dan de meer bekende Ferrariskaart en geeft een unieke inkijk in het landgebruik, bewoning, toponiemen, landschapselementen tijdens de eerste helft van de achttiende eeuw. Het gebied dat in kaart werd gebracht, wordt in het noorden begrensd door een aaneenschakeling van rivieren: vanaf Menen langs de Leie, Schelde, Rupel, Dijle en Demer om ten slotte over Maastricht in het uiterste oosten tot Aken te reiken. De zuidelijke grens is minder duidelijk, maar volgt de lijn van Aken over Luik, Gembloux, Bergen, terug naar Menen.
Toen de Zuidelijke Nederlanden na de Vrede van Aken opnieuw in Oostenrijkse handen vielen, was het hele grondgebied nog niet opgemeten.
De kaart werd na 1748 zo goed mogelijk afgewerkt in Parijs. Van dit werk getuigen heel wat documenten in de Franse archieven.

## Naamgeving en versies
In Frankrijk werd de kaart bekend onder de naam "Villaretkaart", hoewel noch de kaart zelf, noch de minuut, werd gesigneerd door Villaret. Bovendien werkten meerdere cartografen aan deze kaart, waaronder François Masse en Cassini de Thury.
Van de Villaretkaart bestaan twee versies: de minuut, die wordt bewaard in de Service historique de la Défense en de netkaart die wordt bewaard in het Institut Géographique National in Vincennes (Frankrijk).